# Julián Navejas
Julián José Navejas Díaz (Fresnillo, Zacatecas, 31 de julio de 1984) más conocido como Julián Navejas es un músico, compositor, productor discográfico y tecladista mexicano. Comenzó a formar parte del grupo Enjambre desde 2007. Es hermano de Luis Humberto Navejas y Rafael Navejas.
Si bien los hermanos Navejas nacieron en Fresnillo, Zacatecas, fueron educados en su adolescencia en el estado de California, Estados Unidos. Ganó el premio Indie-O Music Awards por productor del año con el álbum  El segundo es felino en 2010.
Además con su banda ha sido ganador de otros dos premios Indie-O Music Awards, y un Premio Telehit por mejor banda alternativa en 2011. Sus álbumes Daltónico y Proaño fueron certificados doble disco de oro y doble disco de platino, respectivamente, en tanto que; Los huéspedes del orbe recibió disco de platino otorgado por la Asociación Mexicana de Productores de Fonogramas y Videogramas (AMPROFON).

## Biografía
Nació el 31 de julio de 1984 en la ciudad de Fresnillo, Zacatecas. Desde su infancia, mostró interés por la música, influenciado por su padre, quien le enseñó armonías de tres voces, de canciones reconocidas de bandas como The Beatles en el sofá de su casa. Durante su tiempo en California, fue parte de una banda llamada Tely junto a Javier Mejía, y más tarde se unió a la actual formación de Enjambre tras las salidas de Nicolás y Osamu.
Julián estudió ingeniería en audio y ha destacado como un productor discográfico, ganando el premio Indie-O Music Awards (IMAs) como mejor productor por su álbum El segundo es felino en 2010. Ha trabajado con artistas como CandyPop, Padrino, Comisario Pantera, Le Diference, Los Abominables, entre otros. Además de ser productor, es compositor de canciones y sabe tocar la guitarra y el sintetizador. También incursionó en la actuación, debutando en el videoclip «A casa» de Los Daniels.

## Carrera artística

### Con Enjambre
En 2007, se unió como tecladista de Enjambre con quien ha grabado ocho álbumes de estudio: Consuelo en domingo (2005),El segundo es felino (2008),Daltónico (2010), Los huéspedes del orbe (2012), Proaño (2014), Imperfecto extraño (2017), Próximos prójimos (2020) y Noches de salón (2023). Y dos EPs: Ambrosía (2021) y Torna noches de salón (2024). Varios han sido reconocidos por la AMPROFON.

## Estilo e influencias
Entre los grupos que han influenciado su carrera musical se encuentran The Beatles, Radiohead, Los Románticos de Zacatecas, La Banderville, Los Temerarios y The Black Eyed Peas.

## Vida privada
Julián es hijo de Humberto Navejas y Celia Perla Díaz. Esta casado con Luisa Valdez, con la que también tiene una hija.

## Discografía
Con Enjambre
Álbumes de estudio
- 2004: Consuelo en domingo
- 2008: El segundo es felino
- 2010: Daltónico
- 2012: Los huéspedes del orbe
- 2014: Proaño
- 2017: Imperfecto extraño
- 2020: Próximos prójimos
- 2023: Noches de salón

## Premios
Con Enjambre
| Año  | Entrega         | Categoría               | Nominación           | Resultado | Ref.   |
| ---- | --------------- | ----------------------- | -------------------- | --------- | ------ |
| 2010 | Premios IMAs    | Productor del año       | El segundo es felino | Ganador   | [ 5 ]  |
| 2011 | Premios IMAs    | Banda del año           | Enjambre             | Ganador   | [ 21 ] |
| 2011 | Premios IMAs    | Premio de la gente      | Enjambre             | Ganador   | [ 21 ] |
| 2011 | Premios Telehit | Mejor banda alternativa | Enjambre             | Ganador   | [ 7 ]  |